# Puchar Polski (województwo lubelskie) w piłce nożnej mężczyzn (2023/2024)
W sezonie 2023/2024 Puchar Polski na szczeblu województwa lubelskiego składał się z dwóch rund, z udziałem czterech zespołów – zwycięzców pucharów okręgowych: 
- Orlęta Radzyń Podlaski (OPP Biała Podlaska 2023/2024[1])
- Start Krasnystaw (OPP Chełm 2023/2024[2])
- Avia Świdnik (OPP Lublin 2023/2024[3])
- Łada Biłgoraj (OPP Zamość 2023/2024[4])

Rozgrywki miały na celu wyłonienie zwycięzcy wojewódzkiego Pucharu Polski i uczestnika Pucharu Polski na szczeblu centralnym w sezonie 2024/2025.

## 1/2 finału
| 29 maja 2024 | Łada Biłgoraj                               | 2:2 k. 4:5    | Start Krasnystaw                           |  |
| 17:00        | Michał Saj 33' (sam.) · Jakub Paćkowski 80' | (1:0, k. 4:5) | 62' Dominik Skiba · 75' Maciej Łopuszyński |  |

| 29 maja 2024 | Avia Świdnik                                 | 3:0   | Orlęta Radzyń Podlaski |  |
| 17:00        | Roman Mykytyn 11' · Wojciech Białek 37', 57' | (2:0) |                        |  |

## Finał
| 12 czerwca 2024 | Start Krasnystaw | 0:2   | Avia Świdnik           |  |
| 17:00           |                  | (0:0) | 96', 99' Arkadiusz Maj |  |